# Basket Zaragoza 2008-2009
Questa voce raccoglie le informazioni riguardanti il Basket Zaragoza 2002 nelle competizioni ufficiali della stagione 2008-2009.

## Stagione
La stagione 2008-2009 del Basket Zaragoza 2002 è la 1ª nel massimo campionato spagnolo di pallacanestro, la Liga ACB.
Al termine della stagione regolare si classificò al diciassettesimo posto retrocedendo così nella Liga LEB.

## Roster
Aggiornato al 14 luglio 2018.
| CAI Zaragoza 2008-09 | CAI Zaragoza 2008-09 |
| Giocatori            | Staff tecnico        |
| -------------------- | -------------------- |

| N. | Naz.                                     | Ruolo | Nome             | Anno | Alt.   | Peso   |  |
| -- | ---------------------------------------- | ----- | ---------------- | ---- | ------ | ------ |  |
| 4  | Argentina (bandiera) · Italia (bandiera) | AP    | Matías Lescano   | 1979 | 196 cm | 93 kg  |  |
| 5  | Serbia (bandiera)                        | AP    | Branko Cvetković | 1984 | 200 cm | 95 kg  |  |
| 6  | Spagna (bandiera)                        | P     | Carles Marco     | 1974 | 180 cm |        |  |
| 7  | Regno Unito (bandiera)                   | AG    | Darren Phillip   | 1978 | 201 cm | 106 kg |  |
| 8  | Argentina (bandiera) · Spagna (bandiera) | P     | Lucas Victoriano | 1977 | 190 cm | 88 kg  |  |
| 11 | Stati Uniti (bandiera)                   | P     | Taurean Green    | 1986 | 183 cm | 80 kg  |  |
| 12 | Spagna (bandiera)                        | C     | Óliver Arteaga   | 1983 | 207 cm | 108 kg |  |
| 13 | Argentina (bandiera) · Italia (bandiera) | G     | Paolo Quinteros  | 1979 | 188 cm | 90 kg  |  |
| 14 | Spagna (bandiera)                        | A     | Sergio Pérez     | 1979 | 204 cm |        |  |
| 15 | Rep. Ceca (bandiera)                     | C     | Ondřej Starosta  | 1979 | 215 cm | 114 kg |  |
| 21 | Stati Uniti (bandiera)                   | C     | Loren Woods      | 1978 | 215 cm | 116 kg |  |
| 22 | Spagna (bandiera)                        | AG    | Iván García      | 1986 | 205 cm | 102 kg |  |
| 22 | Andorra (bandiera) · Spagna (bandiera)   | P     | Quino Colom      | 1988 | 188 cm | 80 kg  |  |
| 24 | Panama (bandiera) · Spagna (bandiera)    | C     | Rubén Garcés     | 1973 | 206 cm | 112 kg |  |
| 25 | Croazia (bandiera)                       | AC    | Andrija Žižić    | 1980 | 206 cm | 106 kg |  |
| 42 | Stati Uniti (bandiera)                   | AG    | Larry Lewis      | 1969 | 201 cm | 102 kg |  |
| 44 | Spagna (bandiera)                        | GA    | Roberto Guerra   | 1983 | 196 cm | 96 kg  |  |

| Allenatore                                                            |
| - Curro Segura (fino al 24 gennaio) - Alberto Angulo (dal 24 gennaio) |
| Assistente/i                                                          |
| - Joaquín Ruiz Legenda - (C) Capitano - (IN) Inattivo - Infortunato   |

- Preparatore atletico:  Isaac López
- Fisioterapista:  José García

## Mercato

### Sessione estiva
| Acquisti | Acquisti       | Acquisti     | Acquisti   | Acquisti |
| R.a      | Nome           | da           | Modalità   |          |
| -------- | -------------- | ------------ | ---------- | -------- |
| P        | Taurean Green  | N.Y. Knicks  | definitivo |          |
| AG       | Larry Lewis    | Estudiantes  | definitivo |          |
| C        | Óliver Arteaga | Manresa      | definitivo |          |
| GA       | Roberto Guerra | Gran Canaria | definitivo |          |
| A        | Sergio Pérez   | Gran Canaria | definitivo |          |
| C        | Rubén Garcés   | Valencia     | definitivo |          |

| Cessioni | Cessioni             | Cessioni | Cessioni       | Cessioni |
| R.       | Nome                 | a        | Modalità       |          |
| -------- | -------------------- | -------- | -------------- | -------- |
| P        | Óscar Marco González | Gandía   | fine contratto |          |
| AP       | Howard Brown         | Gandía   | fine contratto |          |
| AP       | José Antonio Rojas   | Vigo     | fine contratto |          |
| P        | Andre Turner         |          | ritirato       |          |
| AG       | Cuthbert Victor      | Melilla  | fine contratto |          |
| AC       | Mike Higgins         | Granada  | fine contratto |          |

### Dopo l'inizio della stagione
| Acquisti | Acquisti         | Acquisti        | Acquisti         | Acquisti   |
| R.       | Nome             | da              | Data             | Modalità   |
| -------- | ---------------- | --------------- | ---------------- | ---------- |
| P        | Carles Marco     | Bilbao Berri    | 27 novembre 2008 | definitivo |
| AC       | Andrija Žižić    | Galatasaray     | 15 gennaio 2009  | definitivo |
| P        | Quino Colom      | Lleida          | 1 febbraio 2009  | definitivo |
| C        | Loren Woods      | Žalgiris Kaunas | febbraio 2009    | definitivo |
| AP       | Branko Cvetković | Paniōnios       | 22 aprile 2009   | definitivo |

| Cessioni | Cessioni     | Cessioni     | Cessioni         | Cessioni       |
| R.       | Nome         | a            | Data             | Modalità       |
| -------- | ------------ | ------------ | ---------------- | -------------- |
| P        | Carles Marco | Manresa      | 29 dicembre 2008 | fine contratto |
| AG       | Iván García  | Peñas Huesca | febbraio 2009    | rescissione    |
| AG       | Larry Lewis  | Free agent   | 30 marzo 2009    | rescissione    |